# Юнга (село)
Ю́нга (чув. Юнкă) — село в Моргаушском районе Чувашской Республики. Административный центр Юнгинского сельского поселения.

## География
Находится в северо-западной части Чувашии на расстоянии приблизительно 11 км на северо-запад по прямой от районного центра села Моргауши.

## История
Известно с 1859 года как Юнго-Ядрино (Большие Чувак-касы) с 56 дворами. В 1897 году отмечалась как Большие Чуваки с населением 564 человека, в1907 году 324 человека, в 1924 году 71 двор и 266 человек. 
В состав села вошли в разное время деревни Малые Чуваккасы и Яблонь (Явӑльня). Борисоглебская церковь была построена в 1873-78 годах, закрыта в 1928 и снесена ещё через несколько лет.

## Население
| 2010 | 2012 |
| ---- | ---- |
| 820  | ↗863 |

Население составляло 812 человек (чуваши 99 %) в 2002 году, 820 в 2010.